# Mutterkraut
Mutterkraut (Tanacetum parthenium) ist eine Pflanzenart aus der Gattung Tanacetum innerhalb der Familie der Korbblütler (Asteraceae). Andere Trivialnamen sind Falsche Kamille, Zierkamille und Fieberkraut.
Der Trivialname Mutterkraut (früher auch für die Zitronenmelisse gebraucht) wird regional für viele weitere Pflanzenarten verwendet, etwa die Alpen-Mutterwurz, die zumeist als Heilkraut oder aber als Abortivum Verwendung fanden.

## Beschreibung

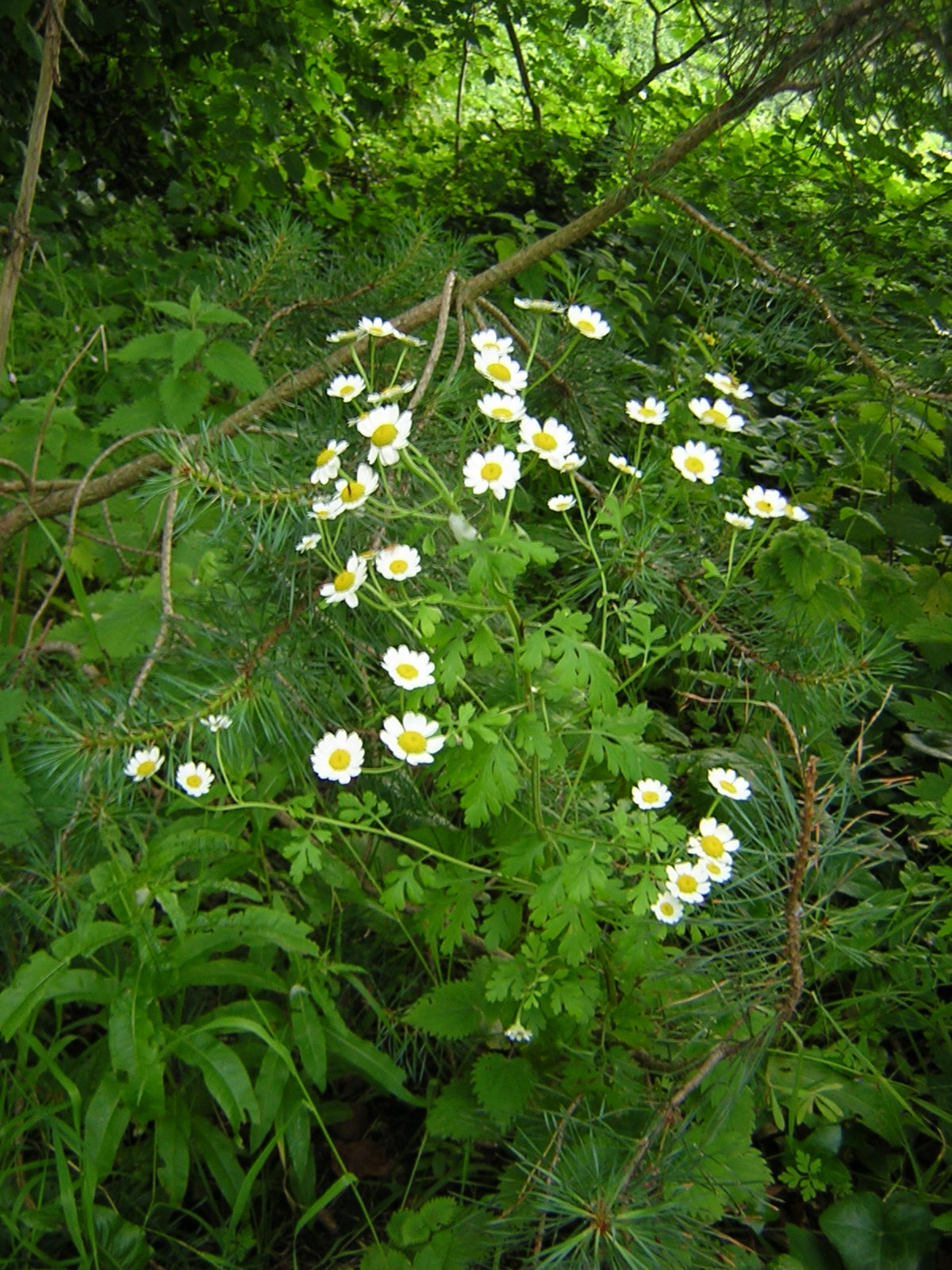
Habitus, Laubblätter und Blütenkörbe

### Vegetative Merkmale
Das Mutterkraut wächst als ausdauernde krautige Pflanze und erreicht in seiner Wildform Wuchshöhen von 30 bis 80 Zentimetern. Es riecht stark aromatisch. Der Stängel ist gerippt, aufrecht und im oberen Bereich ebensträußig verzweigt.
Die wechselständig angeordneten Laubblätter sind in Blattstiel und Blattspreite gegliedert. Die zarte, hellgrüne, fast kahle Blattspreite ist im Umriss eiförmig und fiederspaltig bis fiederteilig mit größerem Endabschnitt und 2 bis 5 Paar Fiederlappen. Die Fiederkappen sind einfach bis doppelt fiederspaltig und stachelig bespitzt. Der Endabschnitt ist mit den oberen seitlichen Abschnitten oft verwachsen.

### Generative Merkmale
Die Blütezeit reicht von Juni bis September. In lockeren doldenrispigen Gesamtblütenständen stehen fünf bis 30 körbchenförmige Teilblütenstände zusammen. Die Blütenkörbchen weisen einen Durchmesser von 13 bis 22 Millimeter auf und enthalten Zungen- und Röhrenblüten. Die Hüllblätter sind mehrreihig, am Rücken gekielt, behaart, grünlich und von einem hellen trockenhäutigen zerschlitzten Saum umgeben. Die äußeren Hüllblätter sind lanzettlich und spitz; die inneren sind länglich.  Die Zungenblüten sind weiß, weiblich und 5 bis 9 Millimeter lang und kürzer als die Hülle. Die zwittrigen Röhrenblüten sind gelb. Die Achänen sind kreiselförmig, fünf- bis zehnrippig, 1,5 Millimeter lang, harzig punktiert und haben alle einen kurzen häutigen am Rand gezähnten Kelchsaum.
Die Chromosomenzahl beträgt 2n = 18.

## Vorkommen
Ursprünglich war Tanacetum parthenium im östlichen Mittelmeerraum beheimatet. Seine Heimat war der Kaukasusraum, die Türkei, die Krim, Portugal, Südosteuropa und Tschechien. Aufgrund seiner historisch langen Nachweisbarkeit in Mitteleuropa wird Tanacetum parthenium als Archäophyt eingestuft. In Nordafrika, auf den Azoren, Kanaren und Madeira, in West- und Zentralasien, in Nord-, Mittel- und Südamerika, in Neuseeland, Hawaii und Australien ist das Mutterkraut ein Neophyt.
Das Mutterkraut ist eine alte Zier- und Heilpflanze, traditionell z. B. in Bauerngärten angepflanzt. Es existiert eine Reihe von Kultursorten, deren Blüten oft gefüllt sind und manchmal nur aus Zungenblüten bestehen. Das Mutterkraut ist häufig aus Gärten verwildert. Es ist beispielsweise in ruderalen Gras- und Staudenfluren anzutreffen. Standorte in Mitteleuropa sind lehmige, nährstoffreiche Böden. Eine dauerhafte Einbürgerung ist allerdings noch nicht nachgewiesen. In Mitteleuropa kommt Tanacetum parthenium in Pflanzengesellschaften des Verbands Arction vor, in Südosteuropa in Pflanzengesellschaften des Atropion-Verbands.
Die ökologischen Zeigerwerte nach Landolt et al. 2010 sind in der Schweiz: Feuchtezahl F = 3 (mäßig feucht), Lichtzahl L = 3 (halbschattig), Reaktionszahl R = 3 (schwach sauer bis neutral), Temperaturzahl T = 4 (kollin), Nährstoffzahl N = 3 (nährstoffreich), Kontinentalitätszahl K = 4 (subkontinental).

## Taxonomie
Die Erstveröffentlichung erfolgte 1753 unter dem Namen (Basionym) Matricaria parthenium durch Carl von Linné in Species Plantarum, S. 890. Die Neukombination zu Tanacetum parthenium (L.) Sch.Bip. wurde 1844 durch Carl Heinrich Schultz „Bipontinus“ in Ueber die Tanaceteen mit besonderer Berücksichtigung der deutschen Arten, Neustadt an der Haardt, S. 55 veröffentlicht. Es gibt weitere Synonyme für Tanacetum parthenium (L.) Sch.Bip., beispielsweise: Chrysanthemum parthenium (L.) Bernh.

## Heilkunde
Mutterkraut wurde bereits von Dioskurides im 1. Jahrhundert als Heilkraut beschrieben. Im Mittelalter wurde die lateinisch früher auch Febrifuga genannte Pflanze gegen Fieber und Kopfschmerzen eingesetzt. Der Trivialname Mutterkraut kommt von seiner Verwendung bei Schwangerschaftsbeschwerden – es löst die Menstruation aus und fördert die Ablösung der Plazenta, ist also ein Abortivum.
Parthenolid ist einer der wirksamen, pharmakologisch aktiven Inhaltsstoffe. Bei Migräneprävention kommt ein Cochrane-Review zu dem Schluss, dass eine Verwendung nicht empfohlen werden kann, da die untersuchten Studien von schlechter Qualität waren. Für die Verwendung bei rheumatoider Arthritis oder anderen Krankheiten (wie beispielsweise Schuppenflechte oder Asthma bronchiale) konnte in methodisch guten Studien keine Evidenz  demonstriert werden.

## Giftigkeit
Die oberirdischen Pflanzenteile enthalten mehrere Sesquiterpenlactone. Das mengenmäßig wichtigste ist Parthenolid, das auch als Kontaktallergen eine Rolle spielt. Sein Anteil beträgt je nach Standort und Jahreszeit im Kurzätherextrakt bis zu 1 %. Als vor wenigen Jahren das Mutterkraut als Zierpflanze auf den Markt kam, ist die Zahl der beobachteten allergischen Kontaktdermatitiden angestiegen. Das Mutterkraut gilt aber auch als hauptsächlich verantwortliche Art unter den Verursachern der aerogenen Kontaktdermatitis. Bei 50 % der auf Mutterkraut sensitiven Patienten ist eine Kreuzallergie mit anderen Korbblütlern zu beobachten; besonders häufig mit „Chrysanthemen“, Rainfarn, Margerite, Schafgarbe und Sonnenblume, aber auch mit Vertretern anderer Pflanzenfamilien wie z. B. mit Lorbeer oder dem Lebermoos Frullania.
Die Aktivität von Blutplättchen wird durch Mutterkraut gehemmt.

## Trivialnamen
Für das Mutterkraut bestehen bzw. bestanden auch die weiteren deutschsprachigen Trivialnamen: Bocksblum, Breselkraut (Österreich bei Linz), Jungfernkraut (Schwaben, Schlesien), Mägdeblümen, Mählerkraut, Magdblum, Maraun (Ostpreußen), Mater, Materie (mittelniederdeutsch), Matram (mittelhochdeutsch), Matran (mittelhochdeutsch), Matrenen, Matrenichen (Schlesien), Matron (mittelhochdeutsch), Matronkraut, Mehtert (Siebenbürgen), Meidblumen, Meter, Metern, Metra, Metter, Metterich (Thüringen), Mettram, Mettrs (mittelhochdeutsch), Mütrich, Muattachrut (St. Gallen bei Werdenberg), Muterkrut (mittelniederdeutsch) und Sonnenauge.

Bilder
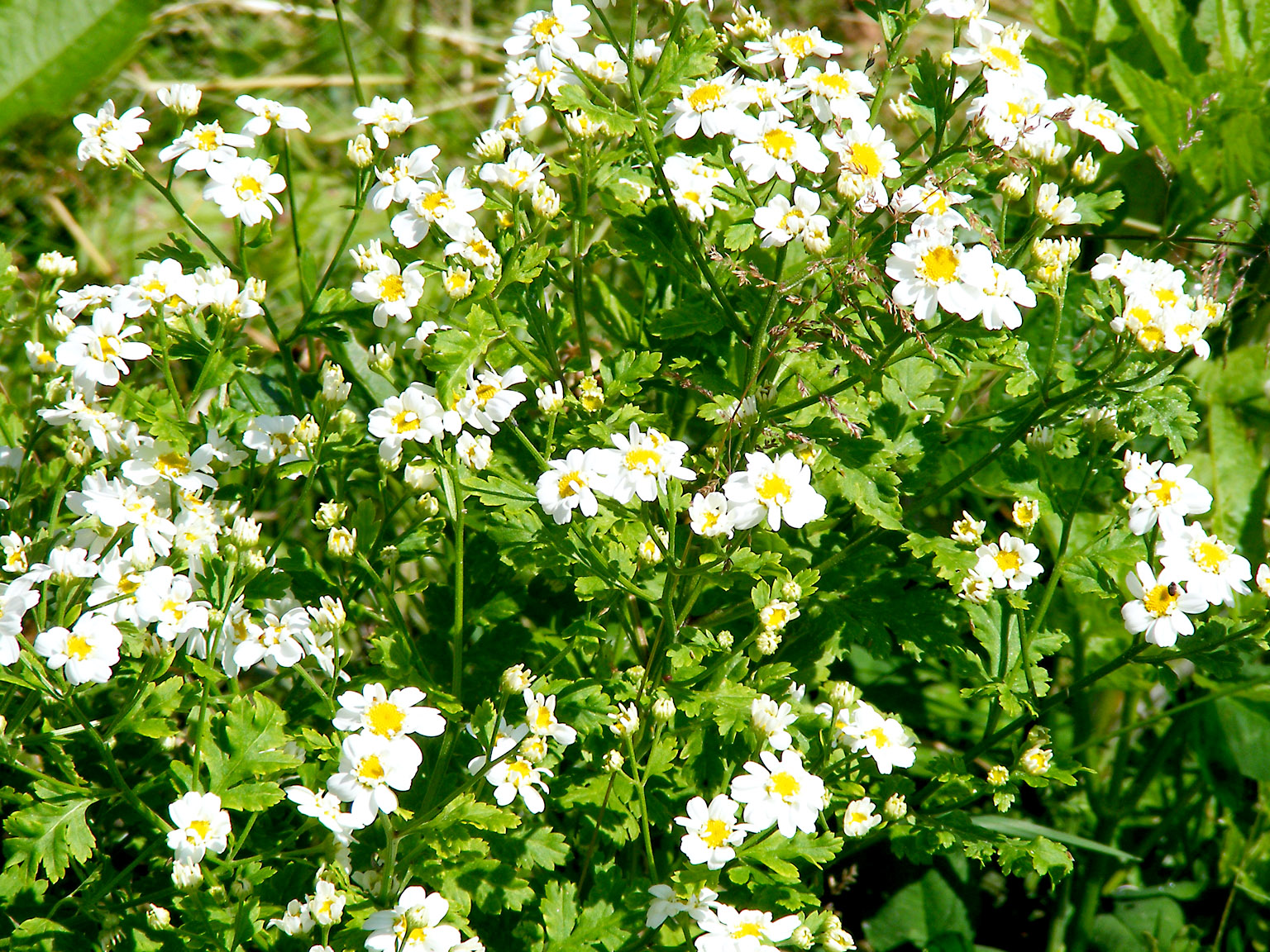
Habitus
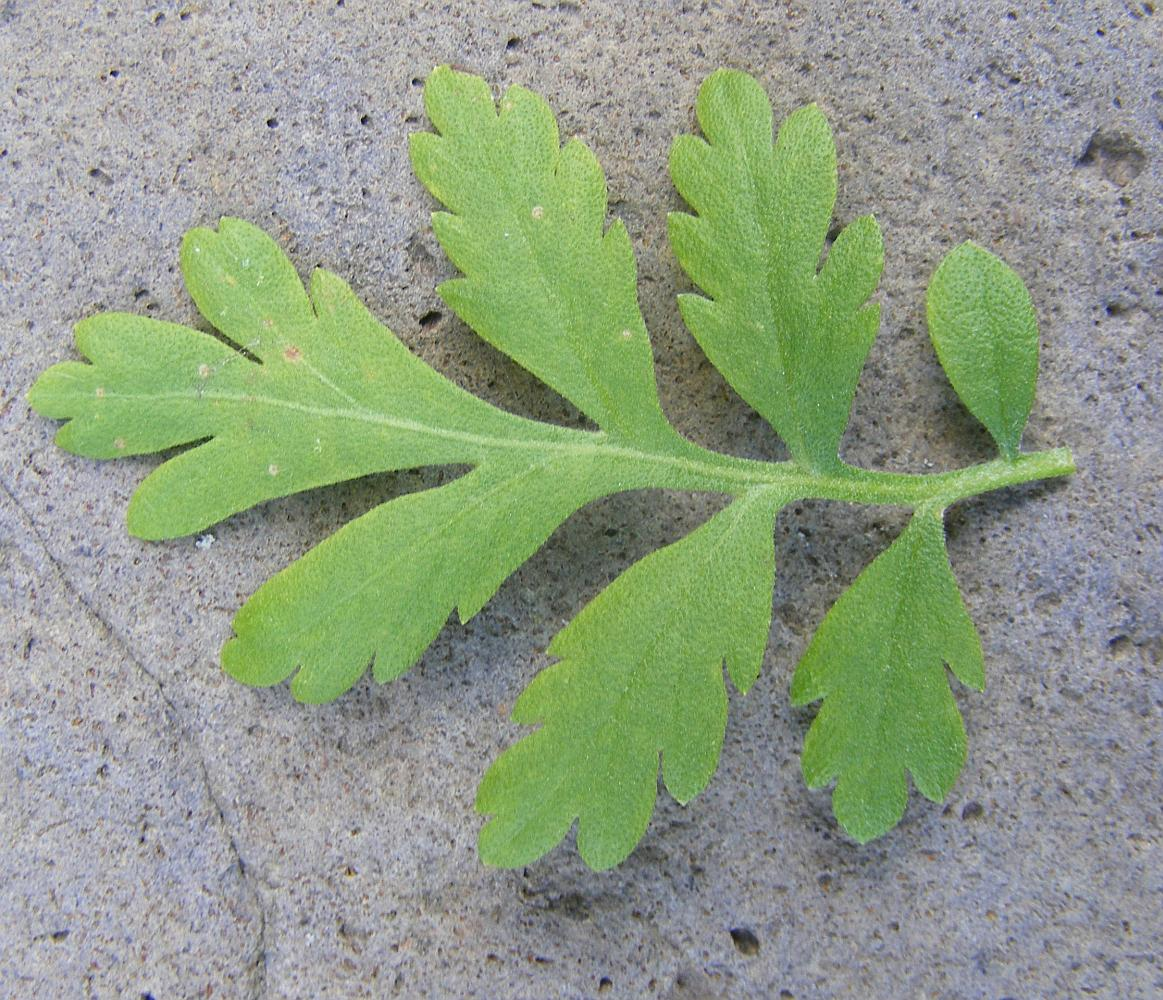
Fiederteiliges Laubblatt
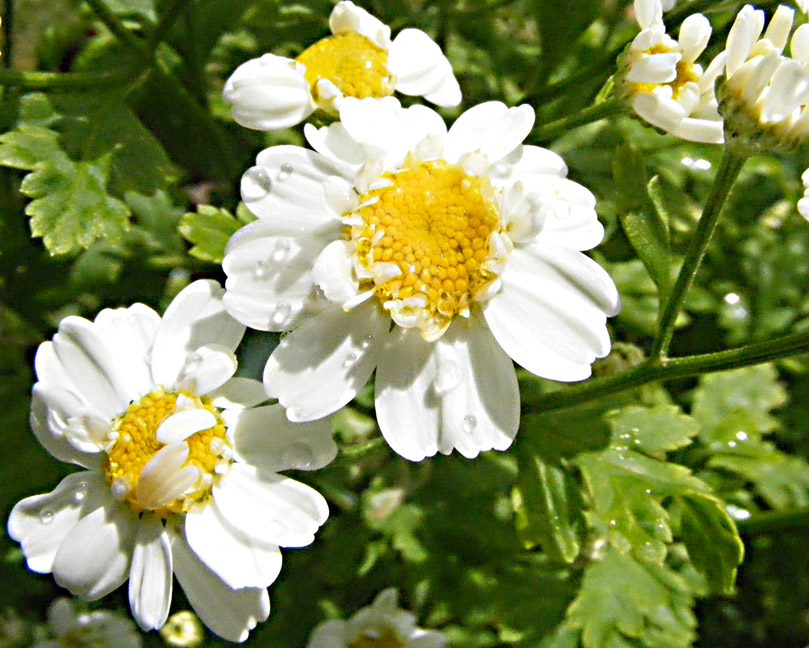
Blütenkörbe
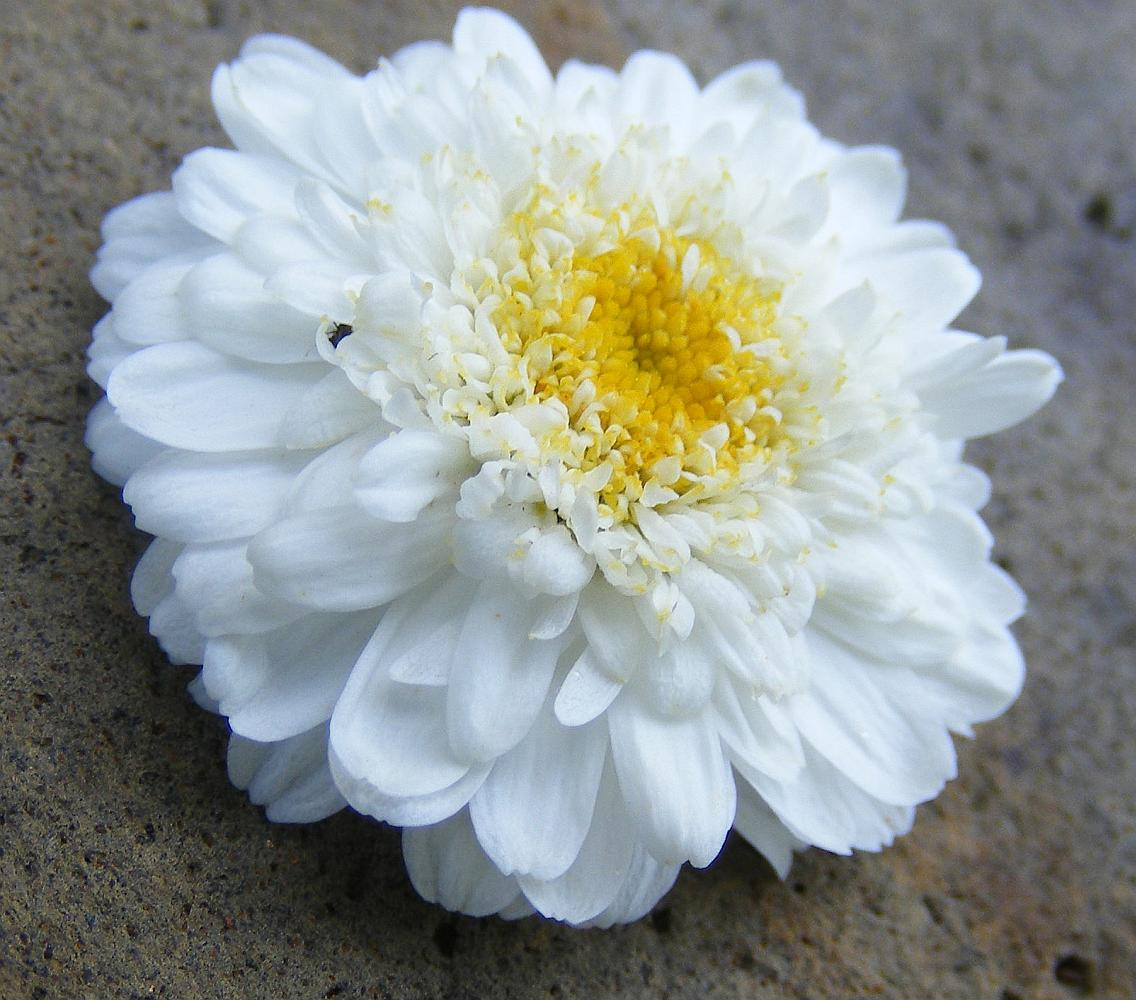
Beispiel einer „gefüllten“ Zierpflanzenvariante, Korbgröße entspricht der Wildform